# Sun Valley Lake (Iowa)
Sun Valley Lake es un lugar designado por el censo ubicado en el condado de Ringgold en el estado estadounidense de Iowa. En el Censo de 2010 tenía una población de 161 habitantes y una densidad poblacional de 20,23 personas por km².

## Geografía
Sun Valley Lake se encuentra ubicado en las coordenadas 40°50′57″N 94°4′5″O / 40.84917, -94.06806. Según la Oficina del Censo de los Estados Unidos, Sun Valley Lake tiene una superficie total de 7.96 km², de la cual 6.27 km² corresponden a tierra firme y (21.28%) 1.69 km² es agua.

## Demografía
Según el censo de 2010, había 161 personas residiendo en Sun Valley Lake. La densidad de población era de 20,23 hab./km². De los 161 habitantes, Sun Valley Lake estaba compuesto por el 100% blancos, el 0% eran afroamericanos, el 0% eran amerindios, el 0% eran asiáticos, el 0% eran isleños del Pacífico, el 0% eran de otras razas y el 0% pertenecían a dos o más razas. Del total de la población el 0% eran hispanos o latinos de cualquier raza.